# 1903
| 1903                                                                     |
| ------------------------------------------------------------------------ |
| Dødsfald - Fødsler                                                       |
| • Begivenheder • Film • Litteratur • Musik • Politik • Sport • Videnskab |

| Gregoriansk kalender | 1903 MCMIII             |
| Ab urbe condita      | 2656                    |
| Armensk kalender     | 1352 ԹՎ ՌՅԾԲ            |
| Kinesiske kalender   | 4599 – 4600 壬寅 – 癸卯 |
| Etiopisk kalender    | 1895 – 1896             |
| Jødisk kalender      | 5663 – 5664             |
| Hindukalendere       |                         |
| - Vikram Samvat      | 1958 – 1959             |
| - Shaka Samvat       | 1825 – 1826             |
| - Kali Yuga          | 5004 – 5005             |
| Iransk kalender      | 1281 – 1282             |
| Islamisk kalender    | 1321 – 1322             |

Konge i Danmark: Christian 9. 1863-1906
Se også 1903 (tal)

## Begivenheder
- Madsen-rekylgeværet konstrueres af V.H.O. Madsen, der på det tidspunkt var general og krigsminister. Geværet viste sig at være både effektivt og hurtigtskydende

### Januar
- 6. januar - Iørgen Krüger etablerer ingeniørvirksomheden Krüger.
- 11. januar – Storm P debuterer som skuespiller på Casino
- 18. januar - den første transatlantiske radiotransmission gennemføres, idet Theodore Roosevelt sender en hilsen til kong Edvard 7
- 21. januar – den nye Langebro, der er en drejebro og forbinder København og Amager, åbnes for fodgængere. En måned senere åbnes den også for vognkørsel

### Marts
- 1. marts – Jens Jensen bliver Københavns første socialdemokratiske borgmester
- 23. marts - Brødrene Wright søger om patent på deres flyvemaskine

### April
- 12. april - Verdens første kommunale busrute bliver åbnet mellem Eastbourne Station og Meads i East Sussex i England
- 19.- 20. april – Jødeforfølgelser (pogromer) i Kischenew (nu Chişinău) den 19.-20. april. Efterfølgende retssag mod 36 kristne og en persisk russisk undersåt. Pogromerne fortsætter i de næste år og spreder sig til hele Rusland og dele af østeuropa og medfører at hundredetusindvis af jøder flygter til USA og vesteuropa, herunder nogle få tusinde til Danmark
- 24. april - Mellemskoleeksamen indføres

### Maj
- 23. maj - Rom og Paris forbindes ved telefon
- 29. maj - Serbiens kong Alexander 1. og Dronning Draga myrdes i Beograd af organisationen Den sorte hånd (Crna Ruka)

### Juni
- 4. juni - Grundstoffet polonium opdages af forskerparret Marie og Pierre Curie
- 16. juni - Ford Motor Company grundlægges

### Juli
- 16. juli - Danmark sætter kulderekord i juli med -0,9 °C målt ved Silkeborg
- 20. juli - The Ford Motor Company leverer sin første bil

### September
- 30. september – Færgeruten Gedser-Warnemünde åbnes

### Oktober
- 8. oktober - færgeruten Gedser-Warnemünden åbner
- 28. oktober - på en prøvestrækning ved Berlin sætter en motorvogn fra AEG ny verdensrekord med 210,2 km/t.

### November
- 2. november – USA's præsident Theodore Roosevelt sender krigsskibe til den nord-colombianske provins Panama, for at sikre en løsrivelse fra Colombia, så man kan komme i gang med at bygge Panamakanalen.
- 3. november - Panama erklærer sig uafhængigt af Colombia
- 17. november - Ruslands socialdemokratiske arbejderparti splittes i to grupperinger: bolsjevikkerne (russisk for "flertal") og mensjevikkerne (russisk for "mindretal")
- 21. november – Motoriserede busser begynder at erstatte hestedrevne vogne i Paris.
- 25. november – Bispebjerg Kirkegård i København indvies

### December
- 9. december - den norske regering afslår forslag om stemmeret til kvinder
- 10. december - Marie Curie modtager som første kvinde nobelprisen
- 10. december - USA indgår aftale med Cuba om langtidsleje af Guantanamo Bay på det sydlige Cuba
- 14. december - Brødrene Wright foretog historiens første motordrevne flyvning med en varighed på 4 sekunder
- 17. december – Brødrene Wright gennemfører flyvning i en motoriseret flyvemaskine tungere end luften
- 24. december - den første nummerplade i England (A1) udstedes til Earl Russel

## Født
- 1. januar – Martin Hansen, dansk skuespiller (død 1988).
- 10. januar – Jens August Schade, dansk forfatter (død 1978).
- 23. januar – Emil Hass Christensen, dansk skuespiller (død 1982).
- 20. februar – Randi Michelsen, dansk skuespiller (død 1981).
- 1. marts – Erling Schroeder, dansk skuespiller og sceneinstruktør (død 1989).
- 10. marts – Sigfred Pedersen, dansk digter, journalist og anmelder (død 1967).
- 12. april – Jan Tinbergen, hollandsk økonom (død 1994).
- 18. april – Lulu Ziegler, dansk sanger og skuespiller (død 1973).
- 21. april – Hans Hedtoft, dansk politiker og statsminister (død 1955).
- 29. maj – Bob Hope, amerikansk skuespiller (død 2003).
- 29. maj - Carl Madsen, dansk advokat og kommunist (død 1978)
- 8. juni – Marguerite Yourcenar, fransk forfatter (død 1987).
- 9. juni – Kresten Damsgaard, dansk politiker (død 1992).
- 12. juni - Fritz Ketz, tysk maler og grafiker (død 1983).
- 23. juni – H.C. Branner, dansk forfatter (død 1966).
- 2. juli – Olav 5., norsk konge (død 1991).
- 2. juli – Alec Douglas-Home, britisk premierminister (død 1995).
- 21. juli – Roy Neuberger, amerikansk finansmand (død 2010).
- 7. august – Louis Leakey, engelsk antropolog og arkæolog (død 1972).
- 19. august – Aage Dons, dansk forfatter (død 1993).
- 30. august – Asbjørn Andersen, dansk skuespiller (død 1978).
- 11. september – Theodor W. Adorno, tysk filosof (død 1969).
- 14. september – Bjarne Forchhammer, dansk skuespiller (død 1970).
- 4. oktober – Jessie Rindom, dansk skuespiller (død 1981).
- 25. oktober – Bodil Koch, dansk politiker (død 1972).
- 7. november – Konrad Lorenz, østrigsk adfærdsforsker, psykolog og filosof (død 1989).
- 12. november – Hans R. Knudsen, dansk politiker (død 1962).
- 26. november - Alice Sommer Herz, tjekkisk pianist (død 2014).
- 5. december – Johannes Heesters, hollandsk-østrigsk skuespiller, sanger og entertainer (død 2011).
- 28. december – John von Neumann, ungarsk-amerikansk matematiker (død 1957).
- 28. december – Earl Hines, amerikansk musiker, komponist, og orkesterleder (død 1983).

## Dødsfald
- 22. februar – Hugo Wolf, østrigsk komponist (født 1860).
- 9. maj – Paul Gauguin, fransk maler (født 1848).
- 11. maj – Vilhelm Kyhn, dansk maler (født 1818).
- 19. juni - Agnes Nyrop, dansk skuespillerinde (født 1841).
- 23. august – C.F. Bricka, dansk historiker og rigsarkivar (født 1845).
- 26. oktober – Maurice Rollinat, fransk poet (født 1846).
- 3. november – August Tuxen, dansk kemiker (født 1850).
- 13. november – Camille Pissarro, fransk maler (født 1830).
- 11. december – Heinrich Tønnies, tysk/dansk fotograf (født 1825).
- 23. december – Erik Nicolai Ritzau, dansk journalist og grundlægger (født 1839).

## Nobelprisen
- Fysik – Antoine Henri Becquerel (1852-1908), Pierre Curie (1859-1906) & Marie Curie (1867-1934)
- Kemi – Svante August Arrhenius
- Medicin – Niels Ryberg Finsen, Danmark. (lysbehandling af hudsygdomme.)
- Litteratur – Bjørnstjerne Bjørnson
- Fred – Sir William Randal Cremer (Storbritannien), sekretær for International Arbitration League.

## Sport
- 1. juli – 60 professionelle cykelryttere sætter sig i sadlerne, klar til det allerførste Tour de France løb
- 19. juli - den 32-årige franskmand Maurice Garin vinder den allerførste udgave af cykelløbet Tour de France. Løbet var på ca. 2.400 km og fordelt på blot 6 etaper

## Bøger
- Færøsk politik af Jóhannes Patursson